# 土耳其资本市场
土耳其资本市场板块 (CMB) (土耳其語：Sermaye Piyasası Kurulu) 是土耳其的 金融规范监督 机构，由 土耳其金融部.

## 历史
土耳其资本市场板块于1982年创建，于1981年通过了资本市场法(CML)，继而出台了一系列法律法规，拓展其功能和职责。其中最重要的是4487号法律，于1999年12月生效，对资本市场法进行了一系列修改，增加了职责和权限范围。其中包括对消费者的保护和股票的非物化，使其更有流通性，适应于信息科技。

## 职责和功能
土耳其资本市场板块负责保护金融市场的稳定性，保护消费者和监督股票市场的参与者。

## 结构
主席兼CEO负责土耳其资本市场板块的运作和代理，并建立七个委员会。部级委员会指定两名成员，由负责经济的国家部委指派，其他五名成员由"财政部"、 "工商部", "银行业规范监督委员会", "贸易商会"和"资本市场中间机构协会"指定。其中每个成员提名两名候选人，其中一人被选。